# Rasa del Voluntari
La Rasa del Voluntari o Rasa del Volentari és un torrent afluent per la dreta del Cardener a la Vall de Lord.

## Descripció
De direcció predominant cap a les 2 del rellotge, neix a 1.770 msnm al vessant oriental del Cap d'Urdiets (serra de Querol), a menys de 250 m. al sud-oest de la urbanització del Port del Comte, passa a tocar de la banda sud d'aquesta urbanització, deixa al nord les masies de Cal Tuixén i de Cal Voluntari que li dona el nom i desemboca al Cardener a 929 msnm, a uns 700 m. aigües avall del poble de la Coma i uns 850 m. aigües amunt del Pont de la Pedra

## Xarxa hidrogràfica
La xarxa hidrogràfica de la Rasa del Voluntari està integrada per un total de 4 cursos fluvials dels quals 3 són subsidiaris de 1r nivell de subsisiaritat.
La totalitat de la xarxa suma una longitud de 3.795 m.